# Otto Degener
Otto Degener (* 13. Mai 1899 in East Orange, New Jersey; † 16. Januar 1988 in Honolulu, Hawaii) war ein US-amerikanischer Botaniker und Naturschützer, der sich auf die Bestimmung von Pflanzen der Hawaii-Inseln spezialisiert hatte. Sein offizielles botanisches Autorenkürzel lautet „O.Deg.“

## Leben
Degener war der Sohn von William and Marie Ludovica Degener, geborene Kaempf von Baldenstein. 1922 machte er seinen Bachelor-Abschluss am Massachusetts Agricultural College (heute University of Massachusetts Amherst). Ursprünglich plante er, ein Jahr als Tourist auf Hawaii zu verbringen. Schließlich traf er jedoch die Entscheidung, sich dauerhaft auf der Insel niederzulassen. Er erhielt 1923 seinen MA von der University of Hawaiʻi und 1925 seinen Ph.D. von der Columbia University. Von 1925 bis 1927 lehrte er Botanik an der University of Hawaiʻi und war der erste Naturforscher, der im heutigen Hawaiʻi-Volcanoes-Nationalpark und im Haleakalā-Nationalpark botanische Studien durchführte.
1932 begann Degener mit der Erstellung eines umfassenden Werkes über die Pflanzen Hawaiis, welches das erste seiner Art seit dem Buch Flora of the Hawaiian Islands von William Hillebrand aus dem Jahr 1888 war. Dieses Werk, betitelt Flora Hawaiiensis, wurde im Verlauf seines Lebens in sieben Bänden veröffentlicht. Am 10. Januar 1953 heiratete er die deutsche Botanikerin Isa Irmgard Hansen (1924–2018), die er 1952 in Berlin kennengelernt hatte. Die Ehe blieb kinderlos. Gemeinsam sammelten sie Pflanzen auf dem hawaiianischen Archipel. Ab 1956 war Isa Degener Mitautorin der Flora Hawaiiensis. Die Botanikerin Amy B. H. Greenwell hatte an einigen Bänden mitgearbeitet und ihren Grundbesitz als Botanischen Garten hinterlassen.
Er sammelte Proben von über 36.000 verschiedenen Arten und konservierte Herbarexemplare von etwa 900 bedrohten und gefährdeten Pflanzen. Seine Exemplare wurden dem New York Botanical Garden hinterlassen.
Degener war Gastbotaniker auf der zweiten Cheng Ho-Expedition, die von 1940 bis 1941 durchgeführt und von Anne Mills Archbold finanziell gefördert wurde. In etwa acht Monaten sammelte er über 2000 Exemplare von Pflanzen der Fidschi-Inseln, die an Albert Charles Smith und andere Spezialisten in den Vereinigten Staaten geschickt wurden. 1949 veröffentlichte Degener das Buch Naturalist’s South Pacific Expedition Fiji, in dem er seine Reisen und Erfahrungen auf den Fidschi-Inseln beschrieb.
Otto und Isa Degener waren im August 1964 anlässlich des 10. Internationalen Botanischen Kongresses in Edinburgh.
Die Degeners wurden 1979 vom hawaiianischen Senat für ihre Naturschutzarbeit ausgezeichnet. Viele Pflanzenarten, die von Otto Degener gesammelt wurden, sind heute ausgestorben.
Degener starb am 16. Januar 1988 in Honolulu, Hawaii.

## Dedikationsnamen und Ehrungen
Degener erhielt im Laufe seines Lebens mehrere bedeutende Auszeichnungen, darunter den NYBG Distinguished Service Award. Im Jahr 1962 wurde er mit der Linnaeus-Medaille der Königlich Schwedischen Akademie der Wissenschaften und 1979 mit der Willdenow-Medaille des Botanischen Gartens Berlin ausgezeichnet.
1941 entdeckte Degener auf Viti Levu in den Fidschi-Inseln eine neue Baumgattung, die 1942 von Albert Charles Smith und Irving Widmer Bailey als Degeneria innerhalb der ebenfalls neuaufgestellten Familie Degeneriaceae erstbeschrieben wurde.
Weitere Otto Degener gewidmete Taxa sind:
- Argyrautia × degeneri Sherff
- Astelia degeneri Skottsb.
- Astronidium degeneri A.C.Sm.
- Bidens degeneri Sherff
- Carex alligata var. degeneri R.W. Krauss
- Chamaesyce degeneri (Sherff) Croizat & O.Deg.
- Cheirodendron trigynum var. degeneri Sherff
- Cinnamomum degeneri C.K.Allen
- Claoxylon sandwicense var. degeneri Sherff
- Cleidion degeneri Croizat
- Clermontia coerulea var. degeneri Skottsb.
- Cryptocarya degeneri C.K.Allen
- Cyclosorus degeneri Copel.
- Diospyros sandwicensis var. degeneri (Fosb.) H.St.John
- Dolicholobium oblongifolium var. degeneri Fosberg
- Euphorbia degeneri Sherff
- Eurya degeneri Kobuski
- Faradaya lehuntei var. degeneri (Moldenke) Moldenke
- Flacourtia degeneri A.C.Sm.
- Freycinetia degeneri Merr. & L.M.Perry
- Geniostoma degeneri (Sherff) Byng & Christenh.
- Gouldia degeneri (Fosberg) O.Deg. & I.Deg.
- Hedyotis degeneri Fosberg
- Hypericum degeneri Fosberg
- Jasminum degeneri Kobuski
- Kadua degeneri (Fosberg) W.L.Wagner & Lorence
- Korthalsella degeneri Danser
- Labordia degeneri Sherff
- Lipochaeta degeneri Sherff
- Margbensonia degeneri (N.E.Gray) A.V.Bobrov & Melikyan, Byull. Moskovsk. Obshch. Isp. Prir.
- Melicope degeneri (B.C.Stone) T.G.Hartley & B.C.Stone
- Myoporum degeneri (G.L.Webster) O.Deg. & I.Deg.
- Myoporum sandwicense var. degeneri G.L.Webster
- Myrsine degeneri Hosaka
- Odontochilus degeneri L.O.Williams
- Panicum degeneri Potztal
- Pelea degeneri B.C.Stone
- Penstemon degeneri Crosswh.
- Peperomia degeneri Yunck.
- Phyllanthus distichus var. degeneri (Sherff) Govaerts & Radcl.-Sm.
- Phyllostegia brevidens var. degeneri Sherff
- Phyllostegia degeneri Sherff
- Piper degeneri A.C.Sm.
- Pittosporum acuminatum var. degeneri Sherff
- Podocarpus degeneri (N.E.Gray) de Laub.
- Podocarpus neriifolius var. degeneri N.E.Gray
- Pristiglottis degeneri (L.O.Williams) Kores
- Psychotria degeneri Fosberg
- Rapanea degeneri (Hosaka) O.Deg. & I.Deg.
- Rauvolfia degeneri Sherff
- Reynoldsia degeneri Sherff
- Silene degeneri Sherff
- Tectaria degeneri Copel. in A.C.Smith
- Tetraplasandra meiandra var. degeneri Sherff
- Thelypteris degeneri (Copel.) C.F.Reed
- Vavaea degeneri A.C.Sm.
- Verbena plicata f. degeneri (Moldenke) Moldenke
- Wikstroemia degeneri Skottsb.
- Xylopia degeneri A.C.Sm.